# Oraowec (gmina Wełes)
Oraowec (mac. Ораовец) – wieś w centralnej Macedonii Północnej, administracyjnie i terytorialnie należąca do gminy Wełes. W 2002 roku liczyła 19 mieszkańców.

położenie wsi na mapie gminy

Według danych ze spisu powszechnego przeprowadzonego w 2002 roku, Oraowec zamieszkiwało 19 osób deklarujących następującą narodowość: 
- Macedończycy – 19 (100%)